# Microlestes gallicus
Microlestes gallicus es una especie de escarabajo de la familia Carabidae.

## Distribución geográfica
Se distribuye por el paleártico: sudoeste de Europa y noroeste del Magreb.